# Multiplayer BattleTech: EGA
Multiplayer BattleTech: EGA è un videogioco di tipo MMORPG per PC, sviluppato e pubblicato da Kesmai nel 1991, concepito per impiegare il servizio di gioco online GEnie (operativo sino al 1999), fornito dalla multinazionale statunitense General Electric.
Il gioco, che metteva l'utente al pilotaggio di mech, era caratterizzato da una componente di simulazione 3D e da un sistema di chat per lo scambio di messaggi testuali, e fu il primo gioco commerciale in rete dedicato al franchise BattleTech dell'editore FASA.
La sigla EGA sta per Enhanced Graphics Adapter, indicando che il gioco era stato specificamente creato per sfruttare tale componente hardware.

## Trama
L'ambientazione generale è quella di BattleTech, dove l'umanità ha colonizzato una larga porzione di Via Lattea, poi suddivisa in Stati interstellari controllati da dinastie nobiliari guerrafondaie. In conseguenza di ciò, la galassia è divenuta teatro di ostilità interminabili. I mech detti BattleMech, macchine imponenti e avanzate, in genere antropomorfe, condotte da un'élite di piloti chiamati MechWarrior, sono determinanti sui campi di battaglia.
Disgregata la Lega Stellare, gli stati guidati dalle cinque Grandi Casate nobiliari ripresero a darsi battaglia, avviando le cosiddette Guerre di Successione, per ottenere il controllo d'una futura alleanza.
Nella lunghissima campagna militare che caratterizzò la Terza Guerra di Successione (2866-3025), gli eserciti si affrontarono in grandi battaglie campali, seguendo precise regole d'ingaggio, per scongiurare la distruzione assoluta arrecata dalle precedenti due Guerre di Successione.

## Modalità di gioco
Per Multiplayer BattleTech: EGA, la casa sviluppatrice Kesmai fece ricorso a una versione ampiamente rimaneggiata del motore grafico alla base del videogioco MechWarrior e si appoggiò al servizio online (di tipo pay for play) GEnie per il suo svolgimento.
I giocatori potevano creare un personaggio, unendosi in squadre a una fazione delle cinque principali (come mercenari o negli eserciti regolari) e combattevano nel contesto del conflitto immaginario chiamato la Terza Guerra di Successione. Era necessario optare su quale pianeta agire, per difenderlo o attaccarlo.
Ogni squadra poteva esser formata da un massimo di quattro giocatori per casata nobiliare (si eseguivano partite in modalità Deathmatch o Team Deathmatch). Le vicende del gioco venivano influenzate dall'esito delle battaglie.